# Grobya fascifera
Grobya fascifera är en orkidéart som beskrevs av Heinrich Gustav Reichenbach. Grobya fascifera ingår i släktet Grobya och familjen orkidéer. Inga underarter finns listade i Catalogue of Life.